# ريك غيرفيه
ريك غيرفيه (بالإنجليزية: Rick Gervais)‏ هو لاعب كرة قدم أمريكية أمريكي، ولد في 4 نوفمبر 1959 في بيند في الولايات المتحدة.

## وصلات خارجية
- ريك غيرفيه على موقع مرجع كرة القدم المحترفة.كوم (الإنجليزية)